# Conservatorio de Música de la Universidad de Magallanes
El Conservatorio de Música de la Universidad de Magallanes es un conservatorio de música ubicado en el centro de la ciudad de Punta Arenas, en la Región de Magallanes y de la Antártica Chilena. Fue creado en el año 1989 con el fin de promover una formación musical de niños y jóvenes de la Patagonia chilena y la difusión de música docta dentro de la comunidad regional.

## Docencia
El Director del Conservatorio de Música de la Universidad de Magallanes es el maestro Sergio Pérez Bontes (Compositor y pianista), el cual trabaja con un cuerpo docente de 9 profesores de diferentes áreas del conocimiento musical.

## Cursos
- Violín
- Viola
- Violonchelo
- Contrabajo
- Piano
- Guitarra
- Canto (Femenino y Masculino)
- Coro
- Percusión
- Flauta Traversa

## Fondos
El Conservatorio de Música de la Universidad de Magallanes ha sido beneficiado por el Fondo de Desarrollo para la Cultura y las Artes, Fondart Nacional, en el año 1996 y 2001.